# Першукевич, Пётр Михайлович
Пётр Михайлович Першукевич (11 июля 1943, дер. Айлинка, Знаменский район, Омская область — 5 июня 2020) — советский и российский учёный в области организации и экономики труда, управления и производства АПК, академик РАСХН (2005), академик РАН (2013).

## Биография
Родился 11 июля 1943 года в дер. Айлинка Знаменского района Омской области.
В 1965 году окончил землеустроительный факультет Омского сельскохозяйственного института.
С 1965 по 1975 год работал во ВНИИ зернового хозяйства в должностях от инженера-картографа до заведующего лабораторией экономической эффективности использования техники. В 1973 году защитил кандидатскую диссертацию «Полосное размещение паров, посевов и лесных насаждений для защиты почв от ветровой эрозии».
С 1975 года — в Сибирском НИИ экономики сельского хозяйства: старший научный сотрудник (1975—1981), заведующий сектором организации и материального стимулирования труда в растениеводстве (1981—1989), заместитель директора по научной работе (1989—1996), директор (1996—2016), с марта 2016 года — руководитель подразделения.
В 1989 году защитил докторскую диссертацию «Социально-экономические основы формирования и функционирования коллективов высокопроизводительного труда в растениеводстве», в 1997 году присвоено учёное звание профессора.
В 2005 году избран академиком РАСХН. В 2013 году — стал академиком Российской академии наук (в рамках присоединения РАМН и РАСХН к РАН).

## Научная деятельность
Специалист в области агроэкономики.
Разработчик стратегии социально-экономического развития АПК на инновационной основе, программ стабилизации и развития агропромышленного производства Сибири, решение проблем обеспечения продовольственной безопасности АПК регионов и Сибири, государственного регулирования АПК, социального развития сельского хозяйства и сельских территорий, внутрихозяйственных экономических отношений в организациях и предприятиях Сибири.
Под его руководством защищены 16 кандидатских и 6 докторских диссертаций.
Автор и соавтор более 280 печатных работ, в том числе 65 книг и брошюр.
Член редколлегии журналов «ЭКО», «Экономика сельскохозяйственных и перерабатывающих предприятий», «АПК: экономика, управление», «Научное обозрение: теория и практика», зарубежный член редакционно-издательского совета журнала Казахского НИИ экономики АПК и развития сельских территорий «Проблемы агрорынка».
Член Монгольской академии сельскохозяйственных наук.

## Публикации
- Проектирование научной организации труда в полеводстве: метод. рекомендации / соавт.: М. А. Петрушков и др.; Сиб. НИИ экономики сел. хоз-ва. — Новосибирск, 1981. — 132 с.
- Коллективы высокопроизводительного труда / соавт. Н. В. Краснощеков. — М.: Росагропромиздат, 1989. — 142 с.
- Реформирование и развитие АПК Сибири в условиях перехода к рыночным отношениям / соавт. И. В. Курцев. — Новосибирск, 1993. — 289 с.
- Эффективность защиты земель от деградации и восстановление утраченного плодородия / соавт.: А. В. Кряхтунов и др.; Сиб. НИИ экономики сел. хоз-ва. — Новосибирск, 2000. — 103 с.
- АПК Сибири: тактика и стратегия экономических реформ / Сиб. НИИ экономики сел. хоз-ва. — Новосибирск, 2001. — 418 с. — То же. — 2-е изд., стер. — 2003. — 418 с.
- Организация труда и производства на сельскохозяйственных предприятиях в условиях многоукладности: теория, методика, проектирование, практика / Сиб. НИИ экономики сел. хоз-ва. — Новосибирск: Тип. ИПЦ Юпитер, 2005. — 702 с.
- Системы ведения производства в сельскохозяйственных организациях Сибири: метод. рекомендации / соавт.: А. С. Донченко и др.; РАСХН. — Новосибирск, 2007. — 346 с.
- Социально-экономическое развитие сельских поселений Сибири и занятость их населения: докл. / Сиб. НИИ экономики сел. хоз-ва. — Новосибирск, 2011. — 60 с.
- Совершенствование системы управления в АПК: моногр. / соавт. И. В. Щетинина; Сиб. НИИ экономики сел. хоз-ва. — Новосибирск, 2012. — 160 с.
- Научно-методические основы оценки инновационного потенциала и инновационной активности сельскохозяйственных организаций / соавт. И. П. Першукевич; Сиб. НИИ экономики сел. хоз-ва. — Новосибирск, 2013. — 38 с.
- Концепция эффективного инвестирования инновационного обновления основных фондов АПК Сибири / соавт.: Л. В. Тю и др.; Сиб. НИИ экономики сел. хоз-ва. — Новосибирск, 2014. — 89 с.
- Обеспечение продовольственной безопасности регионов Сибири / соавт.: Н. И. Кашеваров и др.; Сиб. НИИ экономики сел. хоз-ва. — Новосибирск: Изд-во СО РАН, 2016. — 147 с.

## Награды
- Заслуженный деятель науки Российской Федерации (2010)[3]
- Заслуженный ветеран Сибирского отделения РАН (18 мая 2016) — в связи с 59-й годовщиной создания СО РАН и за особый личный вклад в выполнение стоящих перед Отделением основных задач
- Заслуженный ветеран Сибирского отделения РАН (18 мая 2015) — в связи с 58-й годовщиной создания СО РАН и за особый личный вклад в выполнение стоящих перед Отделением основных задач